# Aeropuerto de Kumasi
El Aeropuerto de Kumasi  (en inglés: Kumasi Airport) (IATA: KMS, ICAO: DGSI) es un aeropuerto que sirve a Kumasi, la capital de la región de Ashanti en Ghana. Es el segundo aeropuerto más ocupado en Ghana. Esta a alrededor de 3,5 kilómetros de Kumasi.
El aeropuerto estuvo cerrado por una semana en septiembre-octubre de 2012 para permitir la repavimentación de la pista. El tráfico actual en el aeropuerto se sitúa en 42.000 pasajeros al mes.
El aeropuerto se encuentra actualmente en rehabilitación para convertirse en un aeropuerto internacional. Las obras para elevar el aeropuerto de Kumasi a la norma internacional comenzaron a finales de 2015.